# Mereto di Tomba
Mereto di Tomba (Merêt di Tombe in friulano) è un comune italiano di 2 535 abitanti del Friuli-Venezia Giulia.

## Storia
Mereto di Tomba è un piccolo comune dell'alta pianura friulana centrale posto a sud della fascia collinare morenica, è costituito da cinque frazioni (Plasencis, Savalons, San Marco, Tomba, Pantianicco), una località (Castelliere) ed il capoluogo, Mereto, forma contratta di Melereto o Melareto, cioè "luogo dove si coltivano le mele"; tale denominazione appare fin dalla fine del XV secolo.
Successivamente i documenti storici testimoniano il cambiamento della denominazione in Mereti tumbae, in seguito al ritrovamento dell'antica tomba risalente forse all'epoca dei castellieri.
Nell'abitato del capoluogo, sorto originariamente su un castelliere, si insediarono gruppi di legionari e coloni romani che si dedicarono ad attività prevalentemente agricole.
Nel 2008, i ricercatori dell'Università di Udine impegnati nella terza ed ultima campagna di scavi, hanno scoperto, sotto il tumulo detto Tùmbare, l'intero scheletro di una importante personalità vissuta all'inizio del II millennio a.C. Precedentemente nel 2006 fu scoperta, in modo fortuito nella parte meridionale del comune, un'urna funeraria in pietra che indicò la presenza di una importante necropoli romana posta sulla via Concordia-Noricum, che si estendeva da Concordia Sagittaria ad Artegna e dava la possibilità ai viaggiatori di accorciare la strada per il Norico altrimenti raggiungibile transitando prima sulla via Annia e poi sulla Julia Augusta.
È ancora possibile ripercorrere alcuni tratti della Concordia-Noricum che si affianca alla Tombare e costeggia un'altra zona funeraria romana, posta centralmente sul territorio comunale e successiva alla prima come periodo storico, denominata Baraciuts e di notevole importanza.
Il primo riferimento scritto riguardante Mereto risale al 1138, mentre al 963 risale la prima citazione di Pantianicco; posteriori risultano gli scritti relativi a Plasencis (1272), Savalons (1290), Tomba e San Marco (1375). Anche la zona di Mereto, come il resto del Friuli, fu colpita da invasioni barbariche cui fece seguito un periodo di pace sotto il patriarcato di Aquileia.
In quegli anni, analogamente a molti altri paesi della pianura friulana, anche a Mereto furono realizzate le cosiddette "cortine", fortilizi nei quali la popolazione trovava rifugio in caso di pericolo. Per l'amministrazione della giustizia e le questioni giurisdizionali Mereto risultava feudo dei Valvasone, pur rimanendo autonoma per le altre questioni che venivano risolte da tutti i capifamiglia del paese all'interno della vicinia (consiglio dei capifamiglia). Fu nel 1420 che Mereto venne ceduta alla Repubblica di Venezia e, nel 1499, il territorio friulano conobbe l'incursione dei Turchi che attraversarono il Tagliamento e giunsero sino a Pantianicco, distruggendo e saccheggiando l'intero abitato.
Nel giugno del 1815 il territorio entrò a far parte del Regno Lombardo-Veneto, stato dipendente dall'Impero austriaco e le frazioni che avevano una propria amministrazione persero l'autonomia nel 1816. Il Comune di Mereto di Tomba fu annesso al Regno d'Italia nel 1866, al termine della Terza guerra di indipendenza.
Nel 1878 iniziano in Italia le rilevazioni dei Comuni sul "movimento della popolazione": da allora, fino alla fine degli anni cinquanta del XX secolo (1878-1958), il fenomeno dell'emigrazione interessò il Comune in maniera notevole. Ottant'anni di emigrazione documentata, in tre successive ondate, con caratteristiche diverse: una, prima della Grande guerra (1915-18), un'altra, tra le due guerre, e l'ultima, dopo la seconda guerra mondiale (1939-45). I compaesani all'estero cercavano di ricreare la vita del proprio paese, di festeggiare là, in contemporanea, le feste che si vivevano qua, mantenendo tra loro, pur sparsi su un territorio molto più vasto, frequenti contatti, aiutando gli ultimi arrivati ad inserirsi nel mondo del lavoro e condividendo le iniziative che intanto nascevano in Friuli (ad esempio, con raccolte di denaro per sostenere la banda musicale o i lavori nella chiesa del paese).
Fino agli anni trenta del XX secolo, l'agricoltura costituiva l'unica risorsa della popolazione, con il 92% della gente occupata in quel settore, a coltivare l'80% di terreni di sua proprietà. Accanto ai campi, per quasi tutti c'era la stalla. Sui muri delle case di San Marco è raffigurata l'epopea dell'universo di ieri nei dipinti di Gianni Di Lena: i lavori, le colture, i mestieri e la fatica di quel mondo, ma anche la sua serenità; tutto ieri che pareva a misura d'uomo e permetteva ad ognuno di sentirsi in armonia con la natura ed i suoi lunghi ritmi; gli eventi della vita.
Dal secondo dopoguerra arrivò l'industrializzazione, e Mereto di Tomba conta oggi diverse piccole e medie aziende artigiane. Qui, però, una fu la fabbrica che aprì la strada a tutte: la Dinamite (oggi Dipharma), sorta nel 1949 a sud di Tomba.

### Simboli
Lo stemma e il gonfalone sono stati concessi con il regio decreto del 24 maggio 1937 trascritto nei registri della Consulta Araldica il 28 maggio 1940. Lo stemma del comune blasona:
(Art. 7 c. 2 dello Statuto comunale)
È raffigurato il tumulo tombale, chiamato Tùmbare, di età protostorica, importante sito archeologico che dà nome al paese.
Lo scudo reca un capo di porpora, residuo del capo del littorio presente nello stemma all'epoca della sua concessione. In alcune versioni dello stemma, usate senza riconoscimento formale anche dallo stesso ente, il capo risulta del tutto abraso.
Il gonfalone è un drappo troncato di verde e di nero.

Lo stemma col capo di porpora

## Monumenti e luoghi d'interesse
La parte di pianura friulana in cui si trova Mereto di Tomba è sempre stata storicamente una zona rurale lontana dai grandi poli culturali, quali Aquileia, Cividale ed Udine. Tuttavia, trovandosi in una area centrale, ha ricevuto influssi culturali ed artistici durante varie epoche.
Mereto vanta un suo patrimonio storico-artistico di un certo rilievo ed interesse, databile dall’Alto Medioevo fino ai giorni nostri, costituito da chiese parrocchiali e campestri, sculture, pitture, arredi, oggettistica sacra in generale, edicole, affreschi votivi, murales raffiguranti scene di vita appartenenti ad un passato relativamente recente.
Le testimonianze artistiche più significative risalgono ai secoli XV-XVI. Dal 1420, il Patriarcato di Aquileia si trova sotto il dominio della Serenissima Repubblica di Venezia e Mereto, come tutti gli altri territori conquistati, risente dell’influenza veneta.
Durante l'età barocca, si assiste ad una graduale sostituzione della scultura lignea, fiorente e particolarmente degna di nota in Friuli, con la scultura in pietra o marmorea. Tra i secoli XVII e XIX operano nel territorio artisti, quali lo scultore Giuseppe Torretti, l'architetto Sebastiano Lotti, gli artigiani produttori di altari Giovanni Trognone, Giovanni Battista Cucchiaro, Simone e Francesco Periotti, Francesco Zuliani detto Lessano, ed i pittori Giuseppe Buzzi, Leopoldo Zuccolo, Francesco Colussi.
Alla fine dell'Ottocento, i protagonisti sono Gerolamo D'Aronco ed il figlio Raimondo. Tra la fine dell’Ottocento e gli inizi del Novecento, si assiste al sorgere di nuove chiese o ad ampliamenti e significative modifiche delle preesistenti, ispirandosi ad architetture del passato rivisitate, come il neo bizantino, il neo romanico, il neoclassico ed il neogotico in particolare.

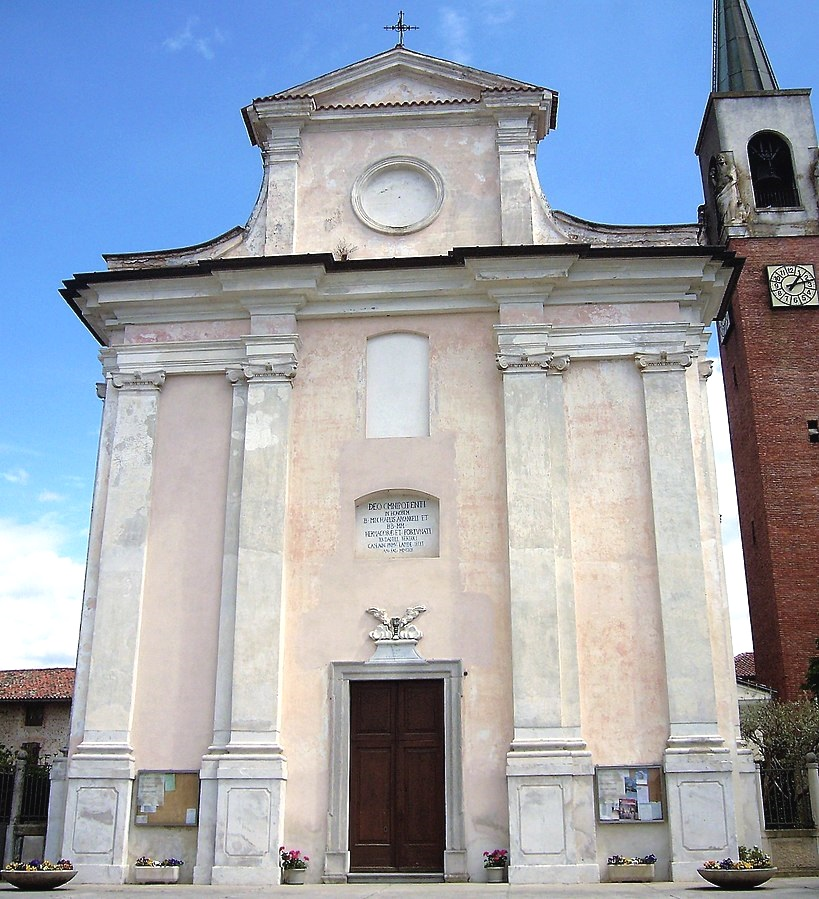
La chiesa parrocchiale di San Michele Arcangelo

Il Novecento vede, invece, quali protagonisti, artisti come Enrico Ursella, Leonardo Rigo, Fred Pittino, Lorenzo Bianchini, Vincenzo Colleoni, Edoardo Furlano, Carlo Someda de Marco e molti altri.
Nella chiesa di San Michele Arcangelo (XVIII secolo) sono custodite alcune statue di Giuseppe Torretti.
A nord della frazione di Savalons, in aperta campagna, si trova l’insediamento fortificato conosciuto come Castelliere di Mereto (età del Bronzo). È di forma quadrata, con lati leggermente rigonfi, per un perimetro di 740 m; sugli angoli presenta degli accessi. L'altezza dei terrapieni varia da 2 a 5 metri, con un declivio ripido esternamente, meno scosceso all’interno. L'area interna è circa 40.000 m², all'esterno, sul lato ovest, si conserva il fossato antico, scavato per ricavare materiale utilizzato per innalzare l’argine. Gli scavi hanno portato alla luce diversi frammenti di vasellame risalente all’epoca del bronzo e in direzione nord si trovarono resti riconducibili a contenitori di grosse dimensioni, tale da supporre una sede abitativa sia esterna che interna alla struttura. Il recente recupero dell'area l'ha trasformato in uno dei migliori conservati del Nordest.

## Società

### Evoluzione demografica
Abitanti censiti

### Lingue
A Mereto di Tomba, accanto alla lingua italiana, la popolazione utilizza la lingua friulana. Ai sensi della deliberazione n. 2680 del 3 agosto 2001 della Giunta della Regione autonoma Friuli-Venezia Giulia, il Comune è inserito nell'ambito territoriale di tutela della lingua friulana ai fini della applicazione della legge 482/99, della legge regionale 15/96 e della legge regionale 29/2007.
La lingua friulana che si parla a Mereto di Tomba rientra fra le varianti appartenenti al friulano centro-orientale.

## Cultura

### Eventi
- Sfida dei borghi, settembre: Borgo di Sopra, Borgo di Sotto, Borgo di Udine
- Mostra regionale della mela, fine settembre e primi di ottobre, nella frazione di Pantianicco
- Mostra sulla Protostoria, castellieri e tumbare (fino a giugno 2019)

## Geografia antropica

### Le frazioni
Il primo riferimento scritto riguardante Mereto risale al 1138, mentre al 963 risale la prima citazione di Pantianicco; posteriori risultano gli scritti relativi a Plasencis (1272), Savalons (1290), Tomba e San Marco (1375).
Mereto
Il capoluogo ha attualmente 630 abitanti, compresi quelli della località di Castelliere.
Per l'amministrazione della giustizia e le questioni giurisdizionali Mereto risultava feudo dei Valvasone, pur rimanendo autonoma per le altre questioni che venivano risolte da tutti i capifamiglia del paese all'interno della "vicinia" (consiglio dei capifamiglia). Fu nel 1420 che Mereto venne ceduta alla Repubblica di Venezia.
Oggi il capoluogo è conosciuto per la sua "sfida dei borghi" e per il "Jack Day".
Pantianicco
Pantianicco (570 abitanti) trova la sua prima menzione in un documento in cui il Patriarca Pellegrino I° (1138-1139) donava le ville di Pantianil, Bellianus (Beano) e Malazumpichia (Zompicchia) con le loro pertinenze al monastero delle monache benedettine di Santa Maria di Aquileia. Per quasi otto secoli e mezzo durò questo collegamento tra Pantianicum ed Aquileia.
A seguito della devastazione ungarica (sec. X-XI), in Friuli furono portate genti slave per ripopolare le zone razziate ed a Pantianicco giunsero famiglie intere da Kranj, località slovena.
I pantianicchesi, per difendersi, avevano fortificato una zona al centro del paese: la cortina che aveva forma quasi circolare che, però, fu inutile contro i Turchi che la bruciarono nel 1499. La cinta muraria non fu mai ricostruita; alcuni rustici con i muri completamente di sassi primitivi ubicati dentro l'area potrebbero costituire elementi residui di questa.
Tra fine '800 e inizio del XX secolo tanti pantianicchesi emigrarono a Buenos Aires, dove, si raccontava c'era una "Seconda Pantianicco".
Oggi il paese è famoso per organizzare la Festa Regionale della Mela.
Plasencis
Dell’abitato di Plasencis (466 abitanti) si trovano tracce già in epoca romana anche se l'origine è oscura. Il più antico documento che ricordi la frazione è del 1273.
Tra i secoli XVI e XVII si accentuano le lotte tra Plasencis e Ciconicco, Villalta e Fagagna; conflitti sostenuti a difesa di diritti relativi ai possedimenti vicini quando la frazione cercava di rendersi autonoma dal Capitolo di Cividale.
La Sezione AFDS comunale nasce proprio a Plasencis nel 1958, ed è per questo che porta il nome della frazione.
Tomba
Le origini di Tomba (438 ab.) sono antichissime: la zona fu abitata già in epoca preistorica lo testimoniano i due reperti ancora esistenti. Da quello principale, cioè, la "Tumbare" deriva il nome del paese.
Leggende popolari invece, gli attribuiscono altre origini: una, dalla distruzione e morti (tombe) che recarono Attila e le sue soldatesche. Un'altra, dalla tomba di famiglia, di urta potente dinastia di Mereto, che, pare fosse la Cappelletta ottagonale che si trova dietro l'altare maggiore della attuale chiesa parrocchiale.
La pieve di Tomba si costituì verso la metà del 1400 con alle dipendenze le filiali di San Marco e di Savalons e riscuoteva il quartese in tutto il territorio.
La parrocchia era amministrata dalla "Vicina" assemblea dei capifamiglia composta da un Decano in qualità di presidente, un Procuratore. Tale organismo venne istituito nel 1590 e terminò la sua opera nel dicembre del 1807, quando per ordine di Napoleone venne costituito il Comune di Mereto di Tomba.
San Marco
Probabilmente già attorno all’anno Mille in questo luogo sorgeva una chiesetta intitolata a san Marco, il cui culto, nell'VIII secolo, si professava ad Aquileia, da lì diffondendosi anche in queste zone. Sembra che poi fosse stato costruito un piccolo convento con annesse case per i contadini che lavoravano la campagna nei dintorni e fu creato un cimitero.
Nemmeno San Marco (438 ab.) fu indenne dalle invasioni turche, dalla guerra tra Venezia e l’Impero austriaco e dal terribile sisma del 1511.
Oggi il paese ha recuperato le proprietà collettive, che storicamente appartengono ai frazionisti, e la Pro Loco porta avanti interessanti progetti di economia solidale.
Savalons
A Savalons (104 ab.), da quanto si sa, già nel 1235 c'era una torre di vedetta poi diventata campanile.
Nel 1936, nel mulino della frazione si installò una turbina che forniva l'elettricità che alimentava le poche lampadine del paese. A Savalons, negli anni '50, c'è stata la balera "da Nives" , punto di riferimento e ritrovo dei giovani non solo del comune ma anche dei paesi limitrofi.

## Amministrazione

### Gemellaggi
- Oppeano